# Соттсасс, Этторе
Этторе Соттсасс (англ. Ettore Sottsass, 14 сентября 1917 года — 31 декабря 2007 года) — известный итальянский архитектор и дизайнер. Занимался дизайном мебели, ювелирных украшений, стеклянных изделий, светильников и офисного оборудования.
Соттсасс получил известность как промышленный дизайнер, работавший, в частности, на такую известную компанию, как Olivetti; как скульптор, фотограф и основатель дизайнерского объединения «Группа Мемфис».
Философия Соттсасса состояла в том, что все нас окружающее должно будоражить и вызывать яркие эмоции, что сильная реакция, пусть и отрицательная, лучше, чем никакая.

## Начало карьеры

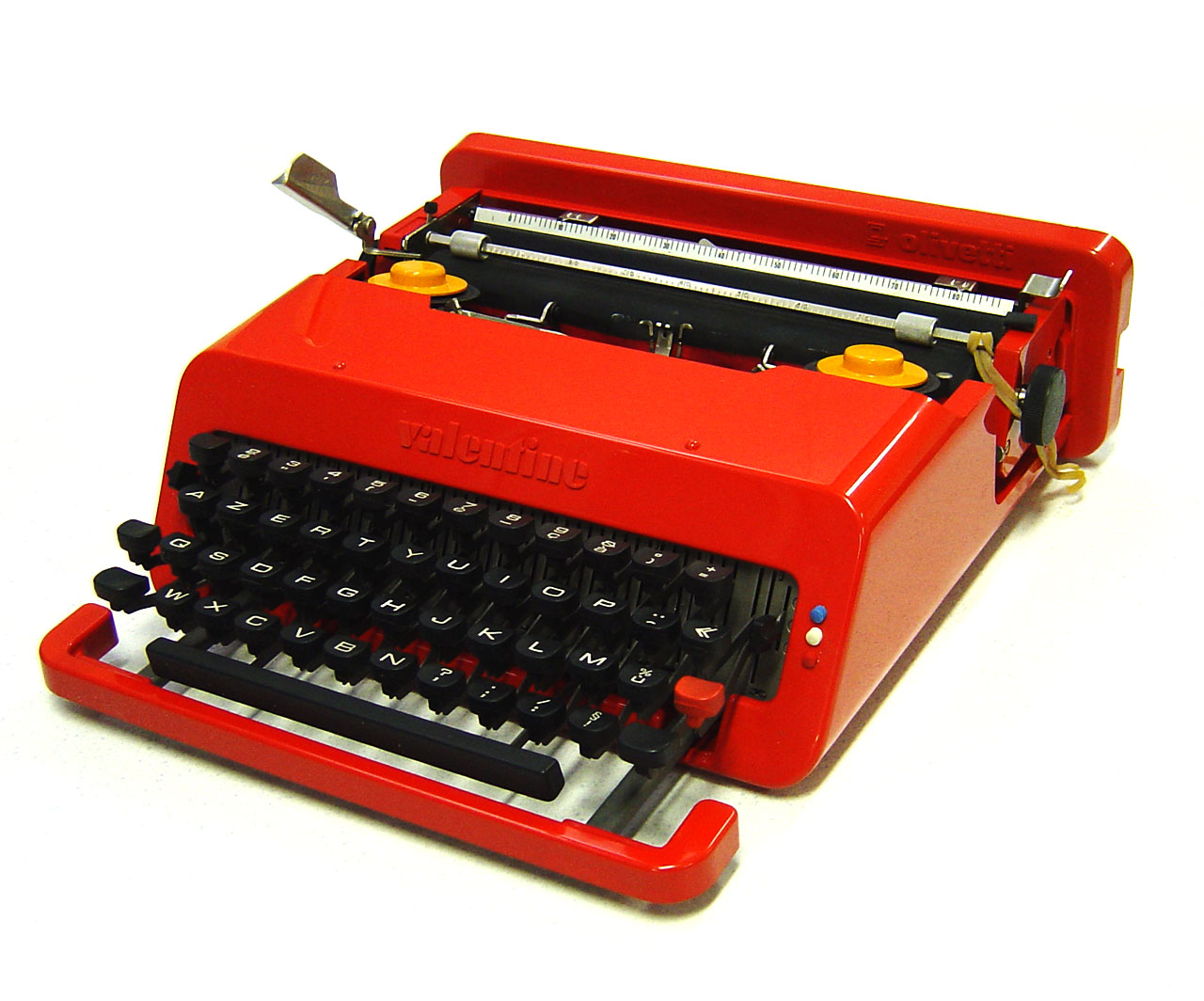
Пишущая машинка Valentine (1969)

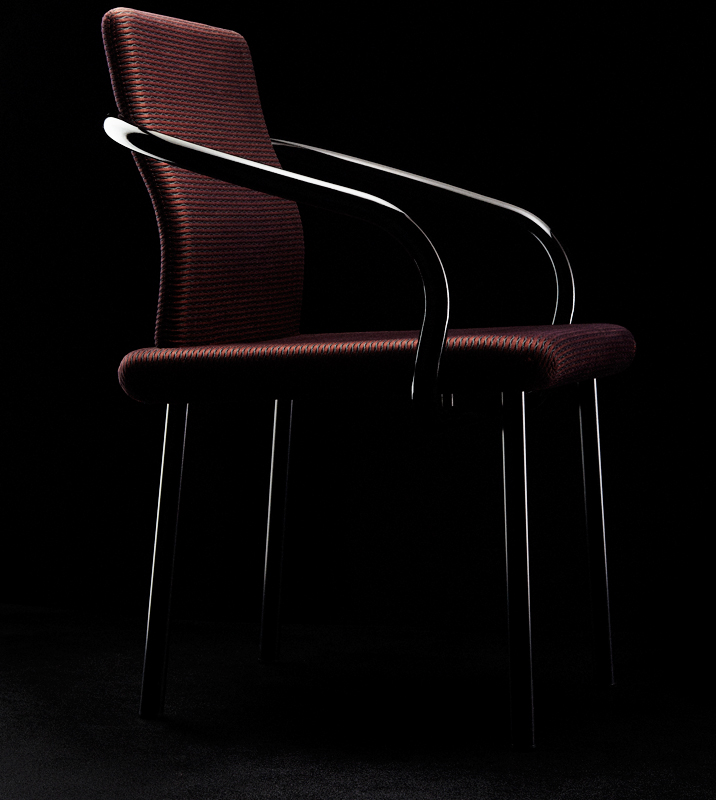
Стул Knoll Mandarin, дизайн Этторе Соттсасса

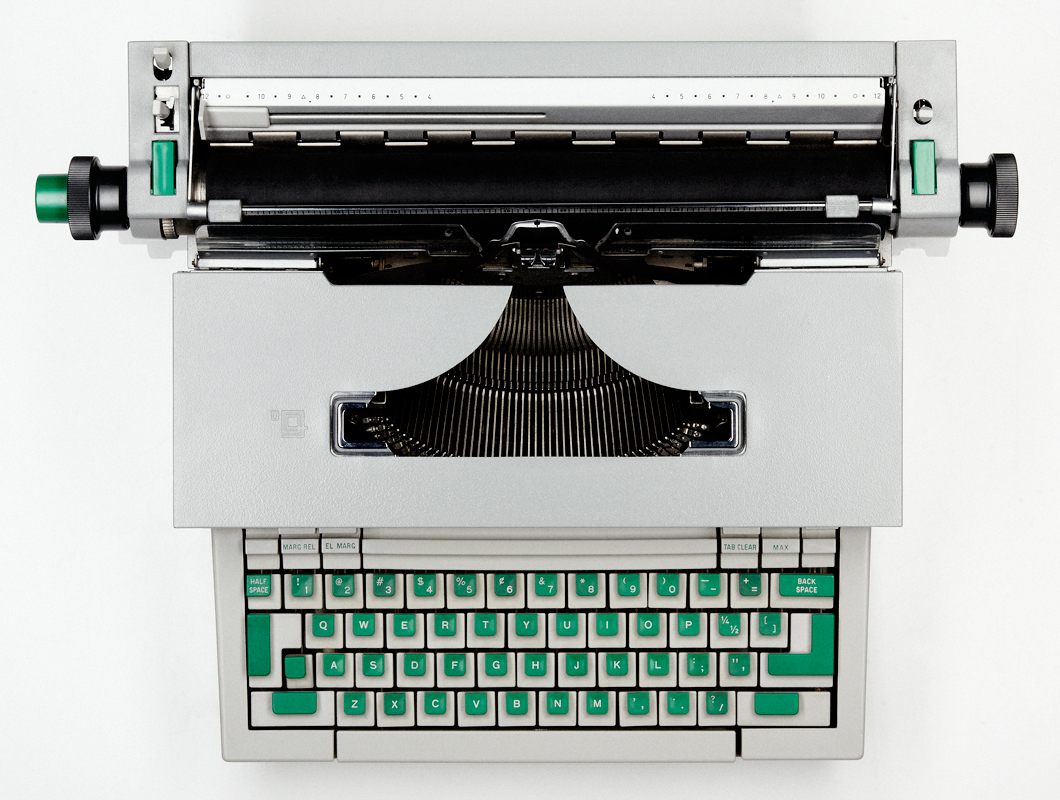
Пишущая машинка Olivetti Praxis 48, дизайн Этторе Соттсасса

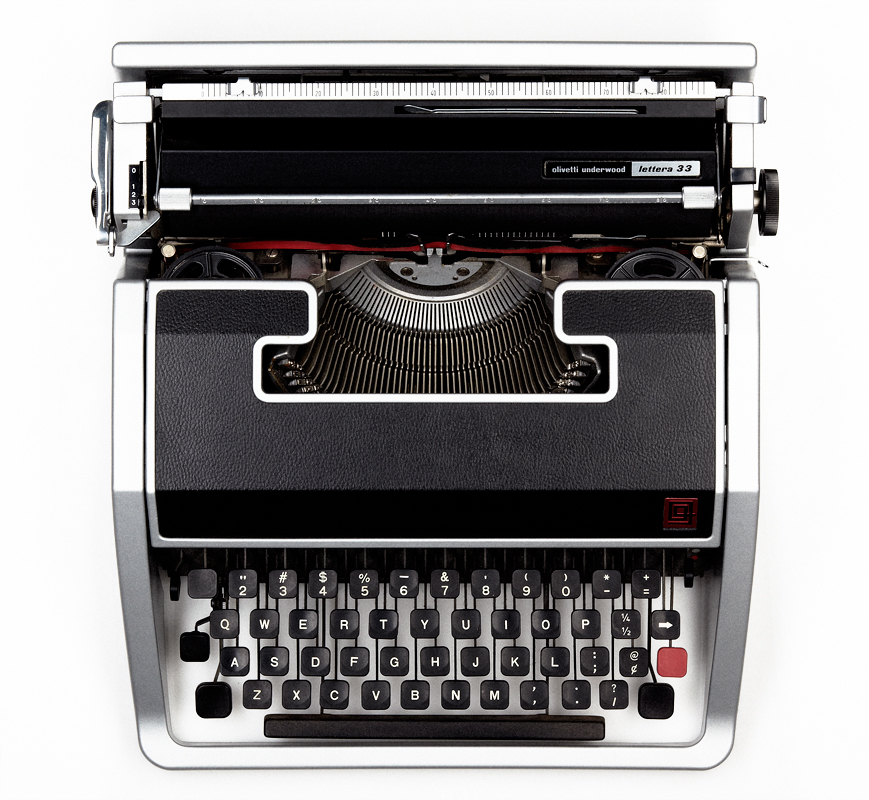
Пишущая машинка Olivetti Lettera 33, дизайн Этторе Соттсасса

Соттсасс родился 14 сентября 1917 года в Инсбруке, Австрия. Вырос в Милане, Италия, где его отец, Этторе Соттсасс-старший работал архитектором.
В 1939 году Этторе Соттсасс окончил Туринский технический университет, получив степень по архитектуре. После окончания университета он пошёл служить в итальянскую армию. Его часть располагалась в Монтенегро — оккупированной итальянцами Черногории. После смещения в 1943 году Муссолини Большим фашистским советом и вмешательства нацистской Германии во внутреннюю политику Италии часть страны была оккупирована немецкими войсками, итальянская армия разоружена. Соттасс попал в концентрационный лагерь под Сараевым в Югославии. Там он работал на продовольственно-вещевом складе. После возвращения домой в 1947 году, открыл собственную студию архитектуры и промышленного дизайна в Милане.
В 1959 году Соттсасс начал работать как консультант по дизайну в компании Olivetti. Он разрабатывал дизайн офисного оборудования, пишущих машинок и мебели. Соттсасса нанял основатель компании — Адриано Оливетти, Соттсасс работал с сыном Адриано — Роберто Оливетти.
Работая на Olivetti, Соттсасс создал себе имя дизайнера, который используя цвет, форму и художественное конструирование перевел офисное оборудование в сферу поп-культуры.
Соттсасс, Марио Чоу и Роберто Оливетти в 1959 году получили престижную премию Compasso d’Oro за дизайн первого итальянского компьютера Olivetti Elea-9003. Также в создании ЭВМ принимали участие Ганс фон Клир и Андрис ван Онка, принцип клавиатуры был разработан Томасом Мальдонадо и Ги Бонсипом.
В 1960-е годы Соттсасс путешествовал по США и Индии. Разрабатывал дизайн товаров Olivetti. Самым известным стала ярко-красная пластиковая портативная пишущая машинка Valentine (1969 год), превратившаяся в модный аксессуар. Соттсасс называл эту машинку «живчиком среди машинок». По сравнению с типичными тусклыми серо-коричневыми машинками тех лет, модель Valentine была больше дизайнерским объектом, чем офисным оборудованием.
Продолжая работать на Olivetti, в 1960-х Соттсасс разработал ряд объектов, в дизайне которых нашли отражения его впечатления от путешествий по США и Индии. Это были, среди прочего, большие похожие на алтари керамические скульптуры и его «Superboxes». Радикальные скульптуры были представлены в контексте потребительских товаров как концептуальное заявление.
Рельефные и красочные, они были предвестниками работ движения «Мемфис», возникшего значительно позднее.
Примерно в это же время Соттсасс сказал:
Я не хотел больше заниматься потребительскими товарами, так как было совершенно ясно, что потребительский подход был довольно опасным
Ощущение того, что корпоративная работа душила его творческий потенциал, Соттсасс описал в своем эссе «Когда я был очень маленьким мальчиком» (англ. When I was a Very Small Boy) в 1973 году.
В результате направление его работы в конце 1960-х и 1970-х годы определялось экспериментальным сотрудничеством с молодыми дизайнерами таких студий, как Superstudio и Archizoom и сотрудничеству с движением «Радикального дизайна», кульминацией которого стало создание группы «Мемфис».

## Группа Мемфис
В 1981 году Соттсасс и группа молодых архитекторов и дизайнеров из разных стран сформировали группу Мемфис. В неё вошли такие дизайнеры, как Ханс Холляйн (англ. Hans Hollein), Сиро Курамата (англ. Shiro Kuramata), Питер Шир (англ. Peter Shire), Хавьер Марискаль (англ. Javier Mariscal), Массанори Умеда (англ. Massanori Umeda) и Майкл Грейвз (англ. Michael Graves).
Название группе дала композиция Боба Дилана «Stuck Inside of Mobile With the Memphis Blues Again». В первый раз коллекция работ членов группы была представлена в сентябре 1981 года в Милане и стала сенсацией. На выставке группа представила коллекцию из 40 предметов: мебель, керамика, светильники, стекло, текстиль, яркие цвета, геометрические рисунки, ламинированный пластик, необычные формы.
Объекты, изготовленные членами группы, считаются характерными примерами постмодернизма в дизайне. Соттсасс писал о группе в Chicago Tribune: «Мемфис, как очень сильный наркотик. Невозможно принять слишком много. Не думаю, что кто-то может жить в окружении лишь предметов от Мемфиса, это как питаться исключительно пирожными».
Группа Мемфис просуществовала до 1988 года.

## Sottsass Associati
Практически одновременно с группой Мемфис в 1981 году Этторе Соттсасс вместе с тремя коллегами по Мемфису создал фирму Sottsass Associati. Творческое кредо фирмы — радикальный подход к проектированию. Философия Соттсасса состояла в том, что всё нас окружающее должно будоражить и вызывать яркие эмоции, что сильная реакция, пусть и отрицательная, лучше, чем никакая.
Фирма работает над архитектурными проектами и интерьерами (например, магазины Fiorucci и Еsprit, частные дома в США, здание аэропорта возле Милана и др.). Сотрудничает с компаниями Apple, NTT, Philips и Siemens.

## Другое
Этторе Соттсасс продолжил работу и над собственными проектами. В частности, над дизайном ювелирных изделий для Cleto Munari, изделий из металла для Alessi, мебели, изделий из стекла и керамики для Design Gallery в Милане и столовых приборов для Swid Powell.
В сфере промышленного дизайна клиентами Соттсасса были Fiorucci, Esprit, итальянская мебельная компания Poltronova, Knoll International, Serafino Zani, Alessi и Brondi.
В качестве архитектора, он создал галерею Mayer-Schwarz на Родео-Драйв в Беверли-Хиллз, Калифорния и дом Девида М. Келли, изобретателя первой компьютерной мыши для Apple, в Вудсайде, Калифорния.
В середине 1990-х он разработал дизайн сада скульптур и главных ворот для колледжа дизайна Cal Poly Pomona.
В 2006 году музей искусств в Лос-Анджелесе организовал первую в США выставку работ Соттсасса.
В 2007 году в лондонском музее дизайна прошла ретроспективная выставка.
В 2009 году центр современной культуры The Marres Centre в Маастрихте организовал реконструкцию стокгольмской выставки 1969 года «Пейзаж для новой планеты» (Miljö för en ny planet).
Его женой была писательница Фернанда Пивано.